# Inocybe undulatospora
Inocybe undulatospora är en svampart som tillhör divisionen basidiesvampar, och som beskrevs av Thomas Wilhelmus Kuyper. Inocybe undulatospora ingår i släktet Inocybe, och familjen Crepidotaceae. Arten har ej påträffats i Sverige.